# Al-Juzjani
Abu Ubaid al-Juzjani, né en 980 et mort en 1037, est un médecin perse, originaire de Juzjan en Afghanistan et biographe d'Avicenne.
Il est l’élève du célèbre Avicenne, qu’il rencontre à Gorgan. Il accompagne son maître à Ispahan, où il reste avec lui de nombreuses années. En fait, si on connaît si bien la vie du médecin et philosophe perse, c'est en bonne partie grâce à la biographie d'al-Juzjani, qui nous est parvenue. Elle est publiée en anglais par l'Unesco en 1950 sous le titre Avicenna, his Life and Work.

## Postérité
Gilbert Sinoué s'est fortement inspiré de son œuvre pour écrire son livre Avicenne ou la route d'Ispahan.
Noah Gordon y fait aussi référence dans son roman Le Médecin d'Ispahan.